# NGC 1187
NGC 1187 je galaksija u zviježđu Eridan.

## Vanjske poveznice
- SEDS: NGC 1187